# ملفوف صيني
الملفوف الصيني أو الكَرَنْب الصيني (بالإنكليزية: Bok Choy، نحقرة: بوك تشوي) هو نوع من الخضر التي تشبه الملفوف، له عرق عريض أبيض طري وأوراق خضراء داكنة، ويعرف أحيانا باسم باك تشوي وباك تشوا وملفوف الخردل الأبيض. إنه أحد المكونات التقليدية في الطعام الصيني، ويزرع حاليا في جميع أنحاء العالم ويتميز بطعمه المعتدل وقوامه الخفيف المقرمش.

## الأنواع والاستخدامات
يكثر الملفوف الصيني في متاجر الاطعمة الطبيعية والاسواق التي تبيع منتجات الشرق الأقصى ،وهو لذيذ الطعم عند استخدامه مع الخضر الكبيرة الأخرى والتوفو المقلية أو التمبيه أو السمك أو الأطعمة البحرية أو غيرها من أنواع الاطعمة ذات المذاق القوي، يمكن قليه كما يمكن طهوه بالبخار أو سلقه، يقدم مع سلطة الكوزو.

## فوائده
يفيد الكبد والمرارة ويحتوي على نسبة عالية من الكالسيوم والمعادن الأخرى.

## معرض صور

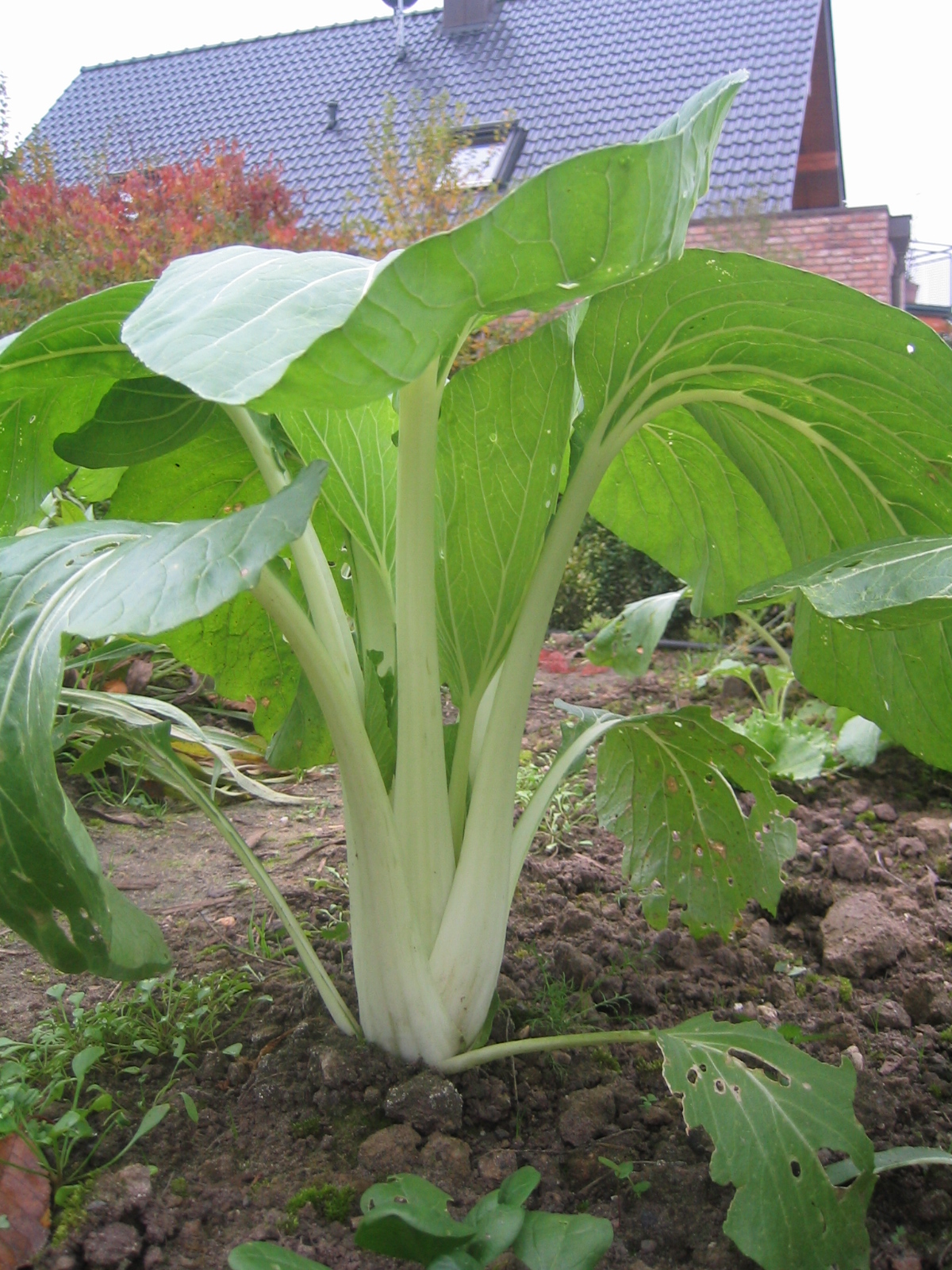
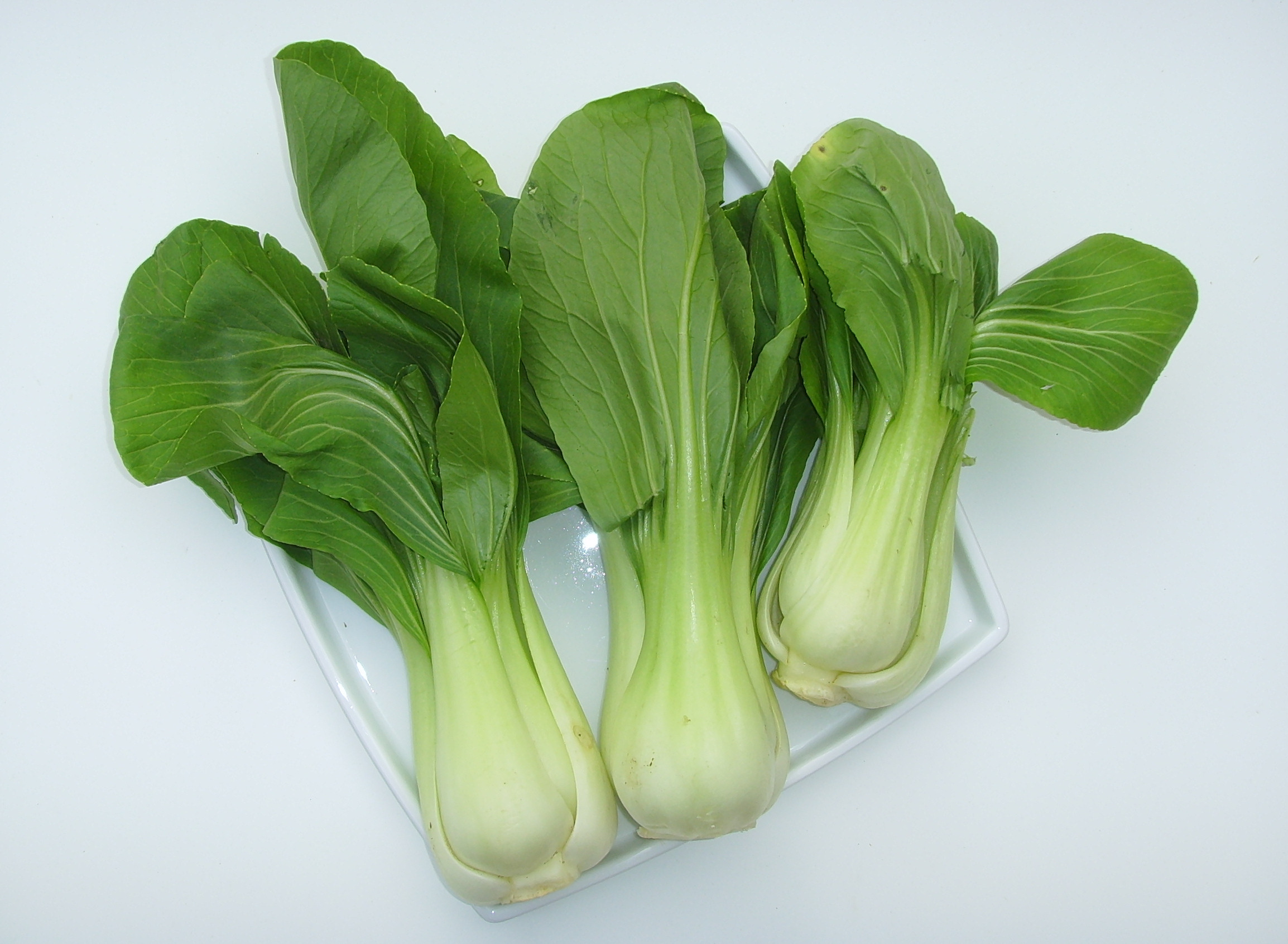
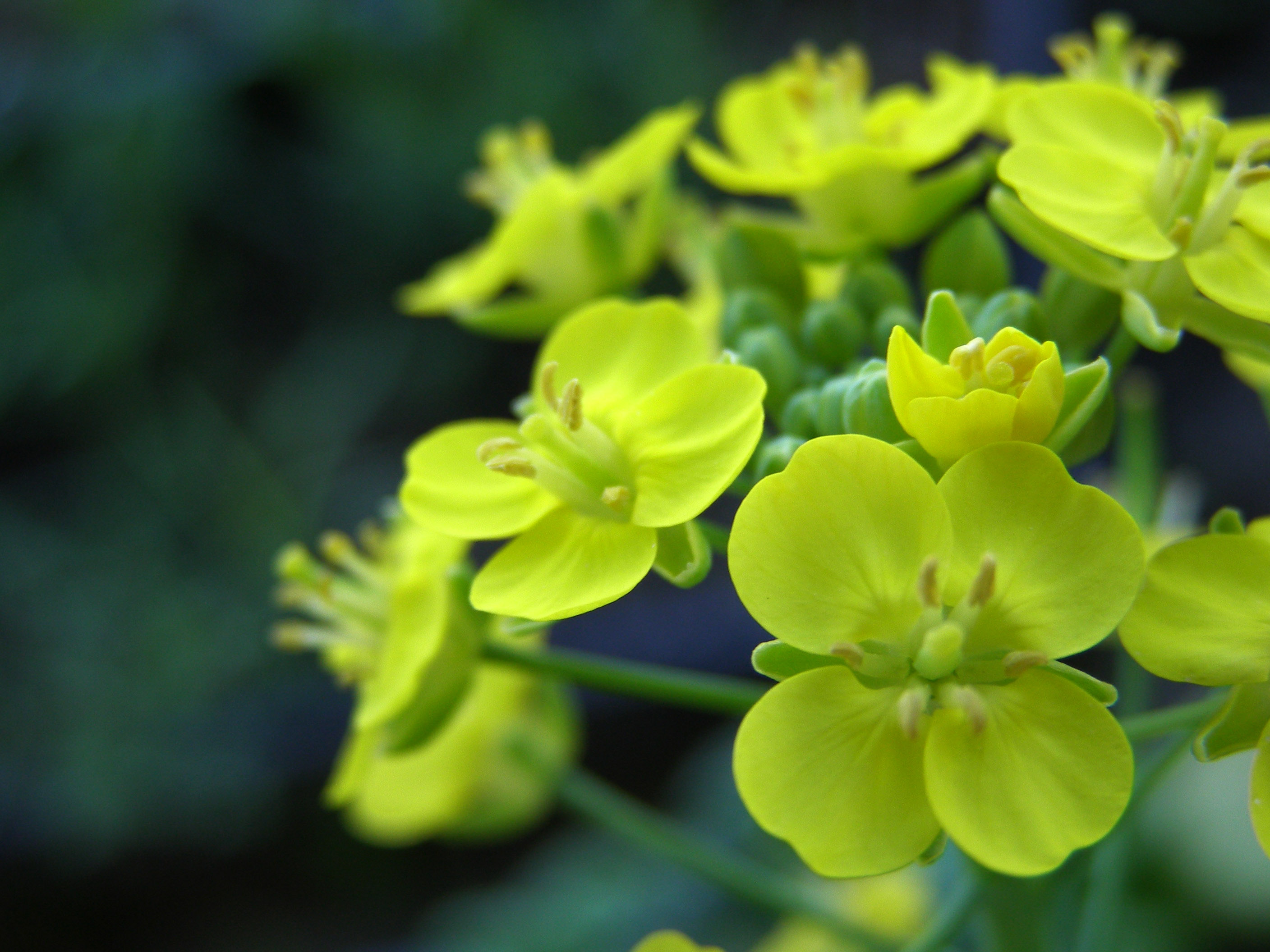
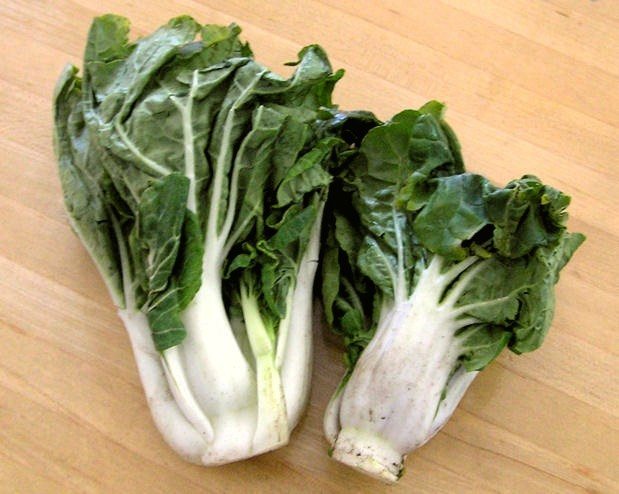

## المصدر
- طعام المايكروبيوتك الموسع لمريم نور وكمال مزوق (بتصرف).